# Kurt Björklund

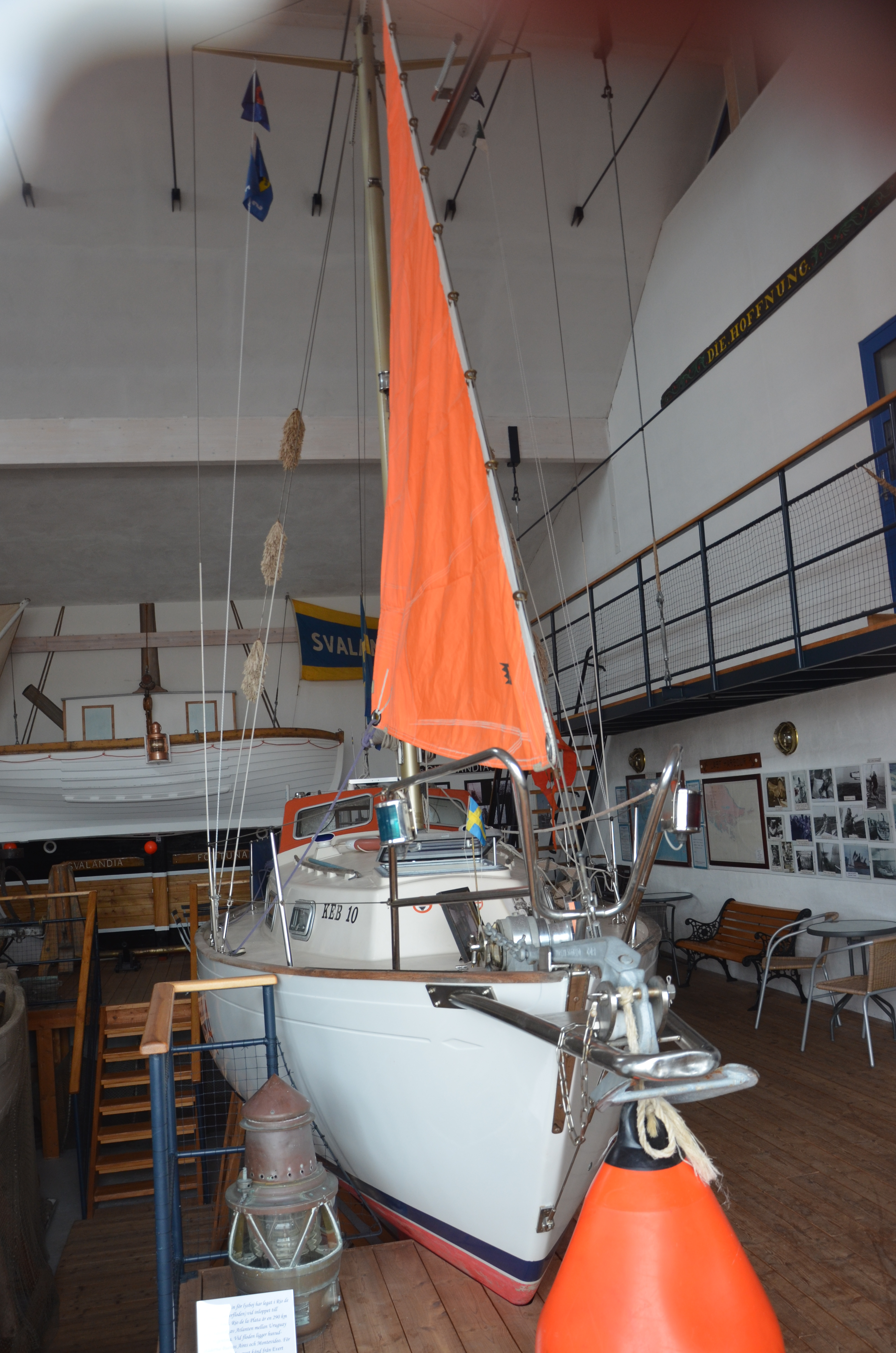
S/Y Golden Lady på Råå museum för fiske och sjöfart.

Kurt Björklund, född 17 juni 1921 i Norra Vram, död 1 december 2006 i Helsingborg, var en ensamseglare som genomförde tre världsomseglingar med sin båt Golden Lady, en Hallberg-Rassy Monsun 31.

## Biografi
Kurt Björklund var det sjunde av tolv barn i en skånsk statarfamilj. Samma år som Björklund föddes flyttade hans familj till Helsingborgstrakten. Dagen efter sin konfirmation gick Björklund till sjöss efter att ha mönstrat på som jungman på Transmarins fartyg S/S Torsa. I början av andra världskriget tjänstgjorde han i den norska handelsflottan och deltog i Murmanskkonvojerna för att förse Sovjet med krigsmaterial. Hans fartyg torpederades av tyska flygplan hösten 1942 utanför Englands kust. Samma år tog han värvning som frivillig i den brittiska armén och deltog som kommandosoldat vid landstigningen i Normandie 1944, där han blev skadad av en granat. Han återvände till Sverige efter kriget och började 1961 som rorgängare på HH-leden, där han arbetade fram till 1980.
Han gav sig ut på sin första ensamsegling världen runt som 59-åring och kom i land från den sista vid 73 års ålder. Han blev känd för sin andra världsomsegling, då han seglade jorden runt i "the Roaring forties" på södra halvklotet och som förste svensk ensam rundade de fem klassiska hornen, dessutom vid en anmärkningsvärt hög ålder. Björklund skänkte senare sin båt Golden Lady till Råå museum för fiske och sjöfart, där den numera kan beskådas. År 1987 tilldelades han Helsingborgslejonet av Lions Club och 2001 Helsingborgsmedaljen av Helsingborgs stad.
Under sina seglingar dokumenterade Björklund händelser och vad som skedde på kassettband. När han nådde hamn, skickade han dem till  lokalradion P4 Malmöhus som spelade upp dem för sina lyssnare i radion.

### Världsomseglingar
- Första världsomseglingen juni 1980–juli 1983

Råå – Falmouth – Kanarieöarna – Västindien – Panama – Marquesasöarna – Tahiti – Tonga – Fiji – Nya Zeeland – Australien – Stora Barriärrevet – Indiska Oceanen – Julön – Kokosöarna – Durban – Godahoppsudden – Kapstaden – Sankt Helena – Ascension – Barbados – Bermuda – Azorerna – Falmouth – Råå
- Andra världsomseglingen juli 1984–juni 1985

Råå – Falmouth – Kapstaden (Godahoppsudden – Cape Leeuwin – South East Cape) – Hobart – (South West Cape (Nya Zeeland) – Kap Horn) – Falklandsöarna – Falmouth – Råå
- Tredje världsomseglingen juli 1988–juni 1991

Råå – Falmouth –Kanarieöarna – Barbados – Saint Martin – Martinique – Panama – Pärlöarna – Galápagosöarna – Franska Polynesien – Aitutaki – Tonga – Fiji – Australien – Stora Barriärrevet – Mauritius – Sydafrika – Godahoppsudden – Brasilien – Azorerna – Falmouth – Råå
- Den fjärde planerade världsomseglingen påbörjades 1992